# Trilogy (Sagi Rei)
Trilogy è il terzo album di Sagi Rei, uscito il 1º febbraio 2008 nei negozi di dischi e dal successivo 8 febbraio, negli store digitali su internet. L'uscita è avvenuta esattamente a 3 anni di distanza dal suo primo album "Emotional Songs".

Dopo il grande successo ottenuto con Emotional Songs ed Emotional Songs part 2, con questo disco, l'artista sente l'esigenza di fare un salto in avanti, di non fare più solo da interprete ma di esprimere se stesso al meglio, anche grazie alla collaborazione di due grandi autori come Gary Barlow e Eliot Kennedy.

## Tracce
Il disco contiene soltanto 3 brani:
1. Don't be shy
2. One time
3. You